# 鲍哲南
鲍哲南（1970年11月—），女，江苏南京人，美籍华裔化学家，斯坦福大学化学工程和材料科学和工程教授。 她因发展有机场效应晶体管和有机半导体等技术而知名。 2017年，她获得了联合国教科文组织颁发的世界杰出女科学家奖。

## 生平
鲍哲南是南京大学化学化工学院1987级学生，1990年大学三年级时移民美国。1995年获芝加哥大学博士学位，同年被贝尔实验室录用为正式研究人员。她是俞陆平的早期学生之一，在液晶高分子方向做了一些初步工作。
在获得博士学位之后，鲍哲南收到了加州大学伯克利分校博士后的邀约函，但她最终选择加入朗讯科技贝尔实验室的材料研究部门，参与了第一个有机场效应晶体管的研发工作。
在这期间，贝尔实验室的舍恩发表了一系列论文，其中两篇的合作者有鲍哲南。 舍恩的论文最终因学术欺诈而被撤回，经独立审查委员会的调查，她对舍恩的欺诈行为并不知情，没有任何责任。
2001年初，鲍哲南受聘贝尔实验室“杰出研究员”，这是贝尔实验室聘任科技雇员的最高级别。 她因在有机半导体领域的工作被麻省理工科技评论评为TR35，被C&EN评为12位冉冉升起的新星之一。
2004年，她回到学术界，加入了斯坦福大学，致力于使用新的制造方法研究有机半导体和碳纳米管，最近的工作包括研发电子皮肤和全碳太阳能电池。
2016年，她成为美国国家工程院的院士。 她是美国科学促进会、美国化学学会和SPIE的一员，同时担任ACS纳米、先进功能性材料、先进能源材料、化学通讯、化学材料、今日材料、纳米尺度和NPG亚洲材料等学术期刊的顾问委员，材料研究学会和美国化学学会高分子材料科学和工程部的理事会成员。
2021年，鲍哲南当选美国文理科学院院士。

## 荣誉
- 2009年，Beilby勋章和奖项[10]
- 2011年，ACS Cope学者奖[11]
- 2017年，世界杰出女科学家奖
- 2022年，引文桂冠奖

## 个人生活
她的父亲鲍希茂、母亲陈慧兰分别是南京大学物理系和化学系的教授，最初是在母亲的实验室中了解到高分子化学。升入大三前的暑假进入南京大学化学系薛奇教授的高分子实验室，参加科研工作。1990年，鲍哲南移民美国。现在已婚并有两个孩子。
她的导师埃尔莎·赖希曼尼斯（Elsa Reichmanis）是贝尔实验室的部门主任。